# Наталия Христова
Наталия Цветанова Христова е българска историчка, специалист по най-нова история на България. Авторка е на изследвания върху българските дисиденти и интелектуалния живот в България след 1945 година.

## Биография
Висше образование завършва в Историческия факултет на Софийския държавен университет с профили История и Археология, втора специалност – Философия (1978). През 1987 г. защитава кандидатска (докторска) дисертация на тема „Социални функции на сатирата в българския периодичен печат (1944 – 1948 г.)“ в Института по история към БАН, където работи до 2004 г. От 1996/97 г. е хоноруван преподавател, а от 2005 – редовен доцент по теория и история на културата в Нов български университет.
Автор е на многобройни студии, статии и исторически етюди по проблемите на съвременната българска култура и на книгите „Българският скандал „Солженицин“ 1970 – 1974“ (2000, носител на наградата „Мара Михайлова“ на националния преглед-конкурс на дебютната литература „Южна пролет“, „Специфика на българското „дисидентство“. Власт и интелигенция 1956 – 1989“ (2005) и Българският случай: Култура, власт и интелигенция 1944 – 1989 г. (2015).
Член е на БИД и Съюза на българските журналисти.
През пролетния семестър на академичната 2011/2012 година води научноизследователски семинар на тема „Кодовете на социализма в постсоциализма“ към департамент „История на културата“ в НБУ, в който участват десетки учени от различни научни институции.
Включва се в дебата „Интелектуалният елит и Държавна сигурност“ през пролетта на 2011 г.